# Blaymont
Blaymont (okzitanisch: Blaimont) ist eine Gemeinde mit 215 Einwohnern (Stand: 1. Januar 2022) in Frankreich im Département Lot-et-Garonne in der Region Nouvelle-Aquitaine (vor 2016: Aquitanien). Blaymont gehört zum Arrondissement Agen und zum Kanton Le Pays de Serres. Die Einwohner werden Blaymontais genannt.

## Geografie
Blaymont liegt etwa 20 Kilometer nordöstlich von Agen. Umgeben wird Blaymont von den Nachbargemeinden Massels im Norden, Saint-Amans-du-Pech im Osten und Nordosten, Beauville im Süden und Osten, Cauzac im Süden und Südwesten sowie Frespech im Westen und Nordwesten.

## Bevölkerungsentwicklung
| 1962 | 1968 | 1975 | 1982 | 1990 | 1999 | 2006 | 2018 |
| ---- | ---- | ---- | ---- | ---- | ---- | ---- | ---- |
| 309  | 254  | 219  | 209  | 217  | 196  | 219  | 209  |

Quellen: Cassini und INSEE

## Sehenswürdigkeiten
- Kirche Sainte-Foy aus dem 13. Jahrhundert, Umbauten aus dem 15. Jahrhundert, Monument historique seit 1998
- Kirche Notre-Dame-de-l'Assomption aus dem 13./14. Jahrhundert, Monument historique seit 1951
- Burg Lamartine

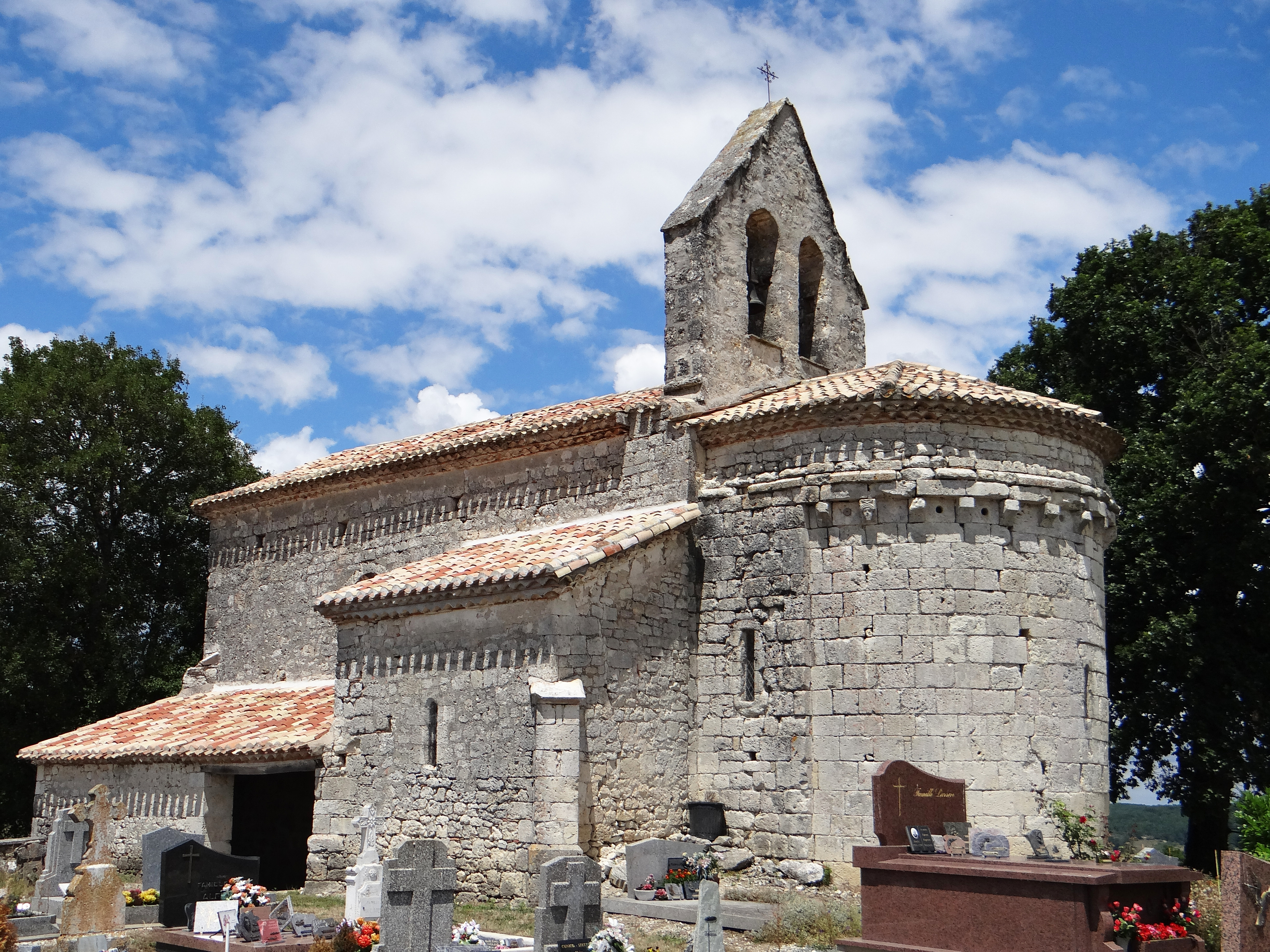
Kirche Sainte-Foy
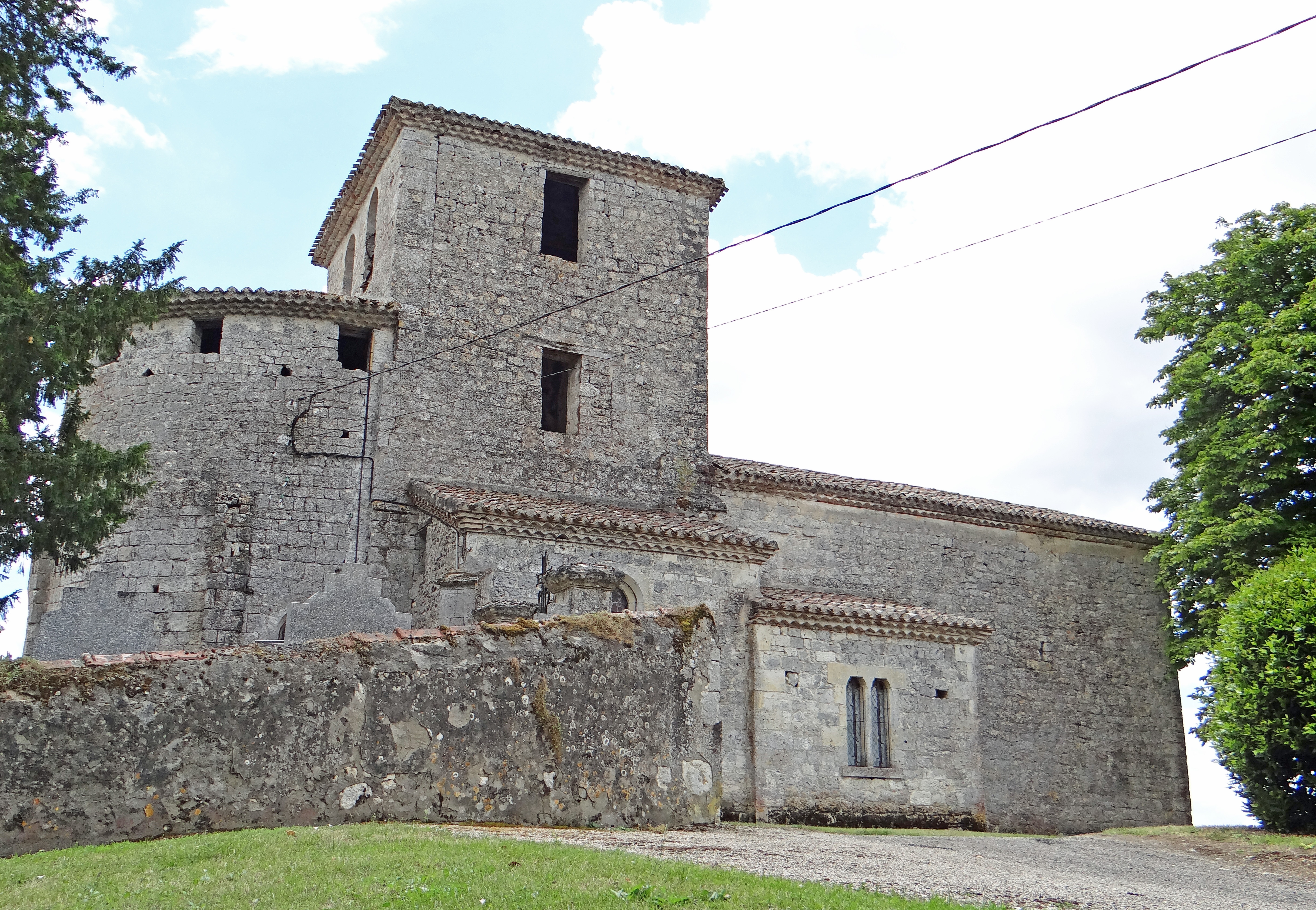
Kirche Notre-Dame-de-l'Assomption
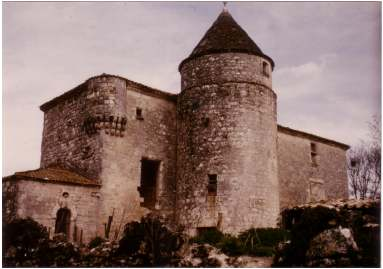
Burg Lamartinie